# Ototyphlonemertes lactea
Ototyphlonemertes lactea är en djurart som tillhör fylumet slemmaskar, och som beskrevs av Corrêa 1954. Ototyphlonemertes lactea ingår i släktet Ototyphlonemertes och familjen Ototyphlonemertidae. Inga underarter finns listade i Catalogue of Life.